# Châbons
Châbons é uma comuna francesa na região administrativa de Auvérnia-Ródano-Alpes, no departamento de Isère. Estende-se por uma área de 18,14 km². Em 2010 a comuna tinha 2 114 habitantes (densidade: 116,5 hab./km²).